# Mitchell County (Kansas)
Mitchell County je okres ve státě Kansas v USA. K roku 2010 zde žilo 6 373 obyvatel. Správním městem okresu je Beloit. Celková rozloha okresu činí 1 863 km².